# Andra bremiska kriget
Andra bremiska kriget var en konflikt mellan Sverige och den fria riksstaden Bremen som ledde till ett mycket begränsat krig 1665–1666. Målet var få staden Bremen som del av det svenska riket – i likhet med landsbygden runt staden – vilket dock inte skedde. 

## Bakgrund
Både under Kristinas och Karl X:s regeringar hade konflikter uppstått med den fria riksstaden Bremen, vars ställning i förhållande till svenska  kronan varit oklar alltsedan westfaliska freden eftersom Sverige aldrig velat formligen erkänna stadens självständighet. Nya tvister uppstod under Karl XI:s förmyndarregering, och år 1665 beslutade regeringen att genom kraftåtgärder bringa staden till "reson". Beslutet ska sättas i samband med att Sverige då nyss hade ingått ett vänskapsförbund med England, som samma år råkade i krig med sin medtävlare Holland – en stat som Sverige hade ett horn i sidan mot alltsedan Karl X:s danska krig. Holland var emellertid Bremens specielle vän och gynnare, och följaktligen ansågs det lämpligt att begagna tillfället nu, då Holland inte kunde komma hansestaden till hjälp.
Härtill kom ytterligare en politisk synpunkt. Frankrike, som en gång med Sveriges hjälp hade krossat Habsburgska husets övermakt i Europa, började nu självt att sträva efter överväldet i Europa. Den franske kungen Ludvig XIV, som vid Jules Mazarins död 1661 själv övertagit regeringen, förberedde ett krig mot Spanien. Även i östra Europa såg det ut att dra ihop sig till krig. Den svenska regeringen ansåg att man i så ödesdigra tider måste visa Europa att Sverige var rustat att gripa in i världshändelserna. Annars skulle ju riket riskera sitt anseende som stormakt, och man kunde inte göra sig förhoppningar om nyttiga förbund som tillförsäkrade Sverige subsidier. "När alla armera [väpnar sig], bör Sverige ej sitta stilla", yttrades det i riksrådet.
I Frankrike framhöll den svenska regeringen genom ett särskilt sändebud, som skickades dit för att söka skaffa subsidier, fördelen av att ha "en så gammal och trogen vän som Sverige" i fast position i Tyskland, redo att vid behov bistå sin forne bundsförvant.

## Kriget
Bremens vägran att hylla Karl XI och dess anspråk på riksomedelbarhet med mera ledde 1665 till en krigsförklaring av Karl XI:s förmyndarregering. Svenskarnas mening var dock inte så mycket att betvinga Bremen som att skaffa sig en förevändning att i Tyskland hålla en stridsfärdig armé – som ett lockbete för subsidie-bringande allianser – under en tidpunkt av diplomatiska förvecklingar. Det inträffade inte heller några egentliga sammandrabbningar i detta för den svenska ledningen föga hedrande krig.
Karl Gustav Wrangel anlände med en militär styrka från Pommern till Bremen och cirka 11 000 man deltog i en blockad av staden. I september samma år intervenerade hertigdömet Lüneburg i tvisten på Bremens sida. I en osäker situation fick Wrangel information om att en allians mellan Nederländerna, Danmark, Brandenburg och Lüneburg var i vardande. En lüneburgsk armé anlände med 16 000 man och började uppträda hotfullt. Brist på pengar och material och hotet av intervention, fick Wrangel att göra eftergifter i förhandlingarna med Bremen och den 15 november 1666 undertecknades slutligen traktaten i Habenhausen.
Enligt traktaten avstod Bremen till 1700 från att låta sig representeras på tyska riksdagen och från säte och stämma i nedersachsiska kretsen samt att använda titeln riksstad i offentliga handlingar, men bibehöll rätten att lyda direkt under den tysk-romerske kejsaren. De befästningar som hade uppförts av svenskarna på stadens område revs ned och Sverige förband sig att avstå från fientligheter vid möjliga tvister med staden. Vidare skulle Bremen betala skatt till såväl Sverige som den tysk-romerske kejsaren.
Utgången av "kriget" var ett klart nederlag för Sverige, och tvistefrågorna mellan staden och Sverige blev inte lösta. Huset Hannover, dit Sverige 1719 avträdde hertigdömet Bremen, erkände 1741 stadens riksomedelbarhet.